# 卡納利峰
46°14′38″N 11°51′49″E / 46.24389°N 11.86361°E

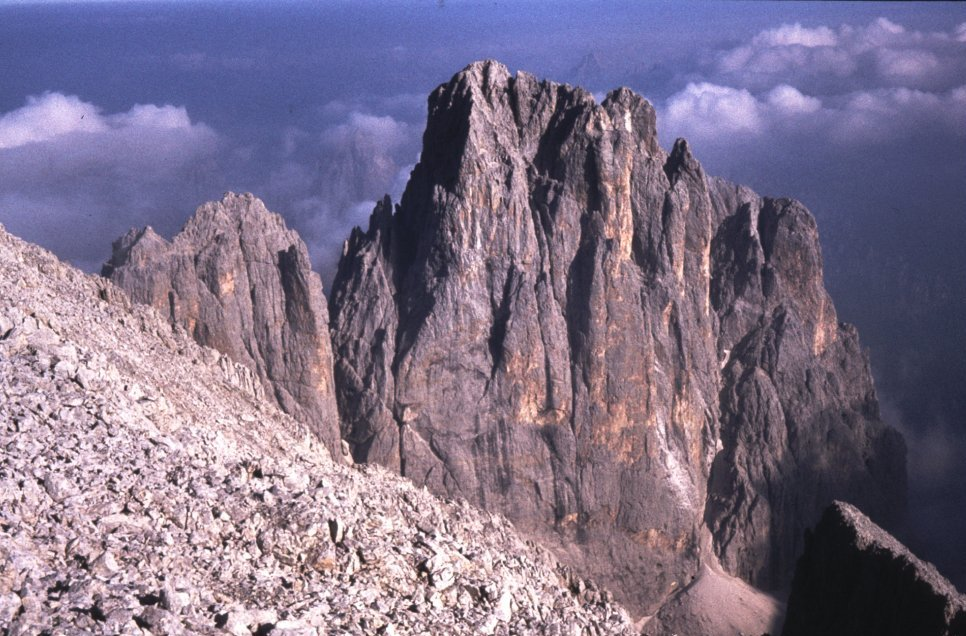

卡納利峰（義大利語：Cima Canali），是意大利的山峰，位於該國東北部，由特倫托自治省負責管轄，屬於帕拉山脈的一部分，海拔高度2,897米，人類在1879年首次登頂。